# Microdon luteiventris
Microdon luteiventris är en tvåvingeart som beskrevs av Mario Bezzi 1915. Microdon luteiventris ingår i släktet myrblomflugor, och familjen blomflugor. Inga underarter finns listade i Catalogue of Life.